# Finta Erzsébet
Finta Erzsébet (Tatabánya, 1936. március 19. – 2020. január 10.) magyar sakkozó, női mester, kétszeres magyar bajnok.

## Élete és sakkpályafutása
11 éves korában kezdett sakkozni és még abban az évben el is indult az első egyéni, országos, női sakkbajnoki döntőn Tatabányán. Huszonkilencszeres bajnoki döntős, rajta kívül csak Honfi Károlyné szerepelt ennyiszer a magyar bajnokság döntőjében. Kétszeres bajnoknő (1955 és 1964), 1961-ben a 3. helyen végzett. 1951-ben 4., 1952-ben 5., 1953-ban 5.,
A magyar női mester címet 1954-ben szerezte meg.
Bátyja és nővére, egyaránt 1947-ben hagyta el Magyarországot, ezért csak szocialista országokban versenyezhetett, Nyugat-Európába politikai okokból nem engedték ki. Tagja volt kétszer is a Jugoszlávia ellen és egyszer a Románia ellen játszó női válogatottunknak. Az egyéni versenyeken kívül Tatabánya férfi sakkcsapatának volt állandó tagja.
Ő maga egész életében a Tatabányai Szénbányáknál dolgozott, mint üzemi irodavezető.

### Játékereje
2014. októberben a FIDE Élő-pontszámítása szerint 1958 pontja van. A pontszámítás során figyelembe vehető utolsó játszmáját 2013. júniusban játszotta, jelenleg inaktív. Legmagasabb Élő-pontszáma 1975. januárban 2060 volt.